# Adrien Fourmaux
Pour les articles homonymes, voir Fourmaux.
Adrien Fourmaux, né le 3 mai 1995 à Seclin (Nord), est un pilote de rallye français. Vainqueur de l'opération Rallye Jeunes en 2016, il est sacré champion de France des Rallyes Junior en 2018 et champion de Grande-Bretagne des rallyes en 2023. Il est promu pilote officiel Hyundai Shell Mobis WRT pour le Championnat du monde des rallyes 2025. 

## Biographie

### Enfance et jeunesse
Adrien Fourmaux est issu d'une famille amatrice de sport automobile. Il se rend ainsi chaque année sur les rallyes Monte-Carlo et du Touquet avec son père et son frère. Il a 21 ans quand ce dernier tente l'opération de détection Rallye Jeunes organisée par la Fédération française du sport automobile,.
Il réalise par la suite des études à la faculté de médecine de Lille dans le but de devenir chirurgien orthopédique. Une fois le concours obtenu, il prend part en 2016 lui aussi à l'opération Rallye Jeunes FFSA. Il remporte le concours, et reçoit ainsi le soutien de la fédération.

### Carrière en rallye

#### 2016-2018, années junior
À la suite de son succès à Rallye Jeunes en 2016, Adrien Fourmaux débute en rallye l'année suivante par l’intermédiaire du Championnat de France des rallyes juniors. Avec son frère aîné Maxime comme navigateur, il fait ses débuts hors championnat au rallye du Touquet,. Il est ensuite l'auteur d'une saison solide menée de front avec ses études, et termine 3e du championnat.
La Fédération lui permet de redoubler. Il participe ainsi à la saison 2018, toujours au volant de la Ford Fiesta R2J, et a dorénavant pour copilote par Kevin Parent.
Bénéficiant d'une année de césure pour ses études, Fourmaux s'impose sur les cinq premières épreuves de la saison,. Il est sacré champion à deux manches de la fin. Ses résultats lui valent d'être élu Espoir Échappement à l'issue de la saison.

#### 2019, la cour des grands
Vainqueur du championnat de France des Rallyes Junior, Adrien Foumaux est propulsé à l'échelon supérieur. Il est soutenu par Yacco, Michelin et la Fédération Française du Sport Automobile qui l'intègre dans l'équipe de France FFSA Rallye. Il prend alors la décision d'arrêter ses études de médecine alors qu'il est en 4e année. Pour cette saison 2019, le Seclinois est au volant d'une Ford Fiesta R5 préparée par M-Sport,. Il est associé à l'expérimenté copilote belge Renaud Jamoul (en) sacré champion en WRC-3 et JWRC en 2015 avec Quentin Gilbert.
Adrien Fourmaux dispose d'un programme de cinq rallyes en championnat du monde des rallyes - 2 (WRC-2). Ce programme est agrémenté de plusieurs manches à bord d'une Ford Fiesta R2T, avec l'objectif de découvrir les rallyes internationaux. En parallèle, et sur une démarche personnelle, il participe au Rallye du Touquet, la manche d'ouverture du championnat de France.
- En WRC-2

Le duo franco-belge débute au Monte-Carlo, où il termine 2e en WRC 2 et 10e au classement général avec un premier temps scratch de catégorie, obtenant son premier point en championnat du monde. Le dernier pilote ayant réalisé pareille performance étant Sébastien Ogier. Adrien Fourmaux prend ensuite part au rallye national, le Tour de Corse. Malgré une erreur, il peut repartir en super-rallye et glane de nouveaux points en WRC2 avec une 9e place. La troisième manche est l'ADAC Rallye Deutschland en Allemagne, en obtenant une nouvelle place dans le top 10. Il termine sa saison par deux apparitions en Grande-Bretagne à l'occasion du Wales Rally GB, obtenant un podium, et au Rallye de Catalogne où il découvre sa monture pour la saison suivante, la Ford Fiesta Rally2 (en).
- Catégorie RC4

En marge du championnat WRC2, Fourmaux et son copilote prennent part à quelques manches à bord de la Ford Fiesta R2T, catégorie RC4. Bien que non-inscrit au championnat Junior WRC, et roulant avec des pneumatiques différents, Fourmaux reste malgré tout performant face à la concurrence.
- En France

En réussite sur la scène internationale, Adrien Fourmaux connaît des moments plus difficiles en France. Alors 4e du Rallye du Touquet, il sort violemment de la route. Lors d'une autre apparition en partenariat avec un sponsor au Rallye de la Drôme Paul Friedman, il connait la même issue à la suite d'une casse mécanique.

#### 2020, formation accélérée et premières victoires
Grâce à ses bons résultats, M-Sport décide d'accompagner Fourmaux pour la saison 2020. Il participe ainsi au championnat du monde WRC2. Dans un contexte caractérisé par le Covid-19, il découvre pour la première fois la Ford Fiesta WRC et participe aussi à d'autres manches hors WRC2. Cette saison se solde par quatre victoires au classement absolu.
- En WRC-2

La saison de Fourmaux débute au Rallye Monte-Carlo. Premier leader, il termine finalement 2e avec 7 meilleurs temps sur 16 possibles, une crevaison ayant ruiné ses espoirs de victoire. Au Rallye de Suède, amputé de nombreux chronos pour raisons climatiques, il termine 4e. Il découvrait ici une toute nouvelle configuration à bord d'une voiture quatre roues motrices. De retour à la compétition au format WRC2 à l'occasion du Rallye d'Estonie et de Turquie, il se classe deux fois 2e. La suite de la saison se poursuit avec un abandon mécanique en Sardaigne et une 4e place pour conclure, à Monza. Au classement final, il termine le championnat à la troisième position.
- Première victoire significative

La fin de saison 2020 est marquée par une victoire au Rally Islas Canarias 2020. Dans le contexte du coronavirus, de nombreux pilotes de renom cherchent à s'aligner sur les épreuves toujours maintenues. Ainsi, Adrien Fourmaux se retrouve confronté à Craig Breen, Andreas Mikkelsen, Yoann Bonato, Nil Solans, Efren Llarena, Oliver Solberg, Alexey Luykanuk, etc. Cette victoire est la première de la Ford Fiesta Rally2 lors d'un championnat international.
- Première apparition en Ford Fiesta WRC (en)

M-Sport décide de confier le volant de sa Ford Fiesta WRC à l'occasion du RallyLegend, épreuve hors championnat qu'il remporte facilement, car seule WRC de nouvelle génération alignée au départ.
- Rallyes divers

Au-delà des épreuves de championnat, Fourmaux et son copilote s'alignent dans plusieurs rallyes (2e au rallye Terre de Lozère et victoire au Trophée ACI Como).
D'autre part, Adrien Fourmaux participe à plusieurs rallyes proches des quartiers généraux M-Sport, à la fin du confinement.

#### 2021, alternance Rally2 et WRC

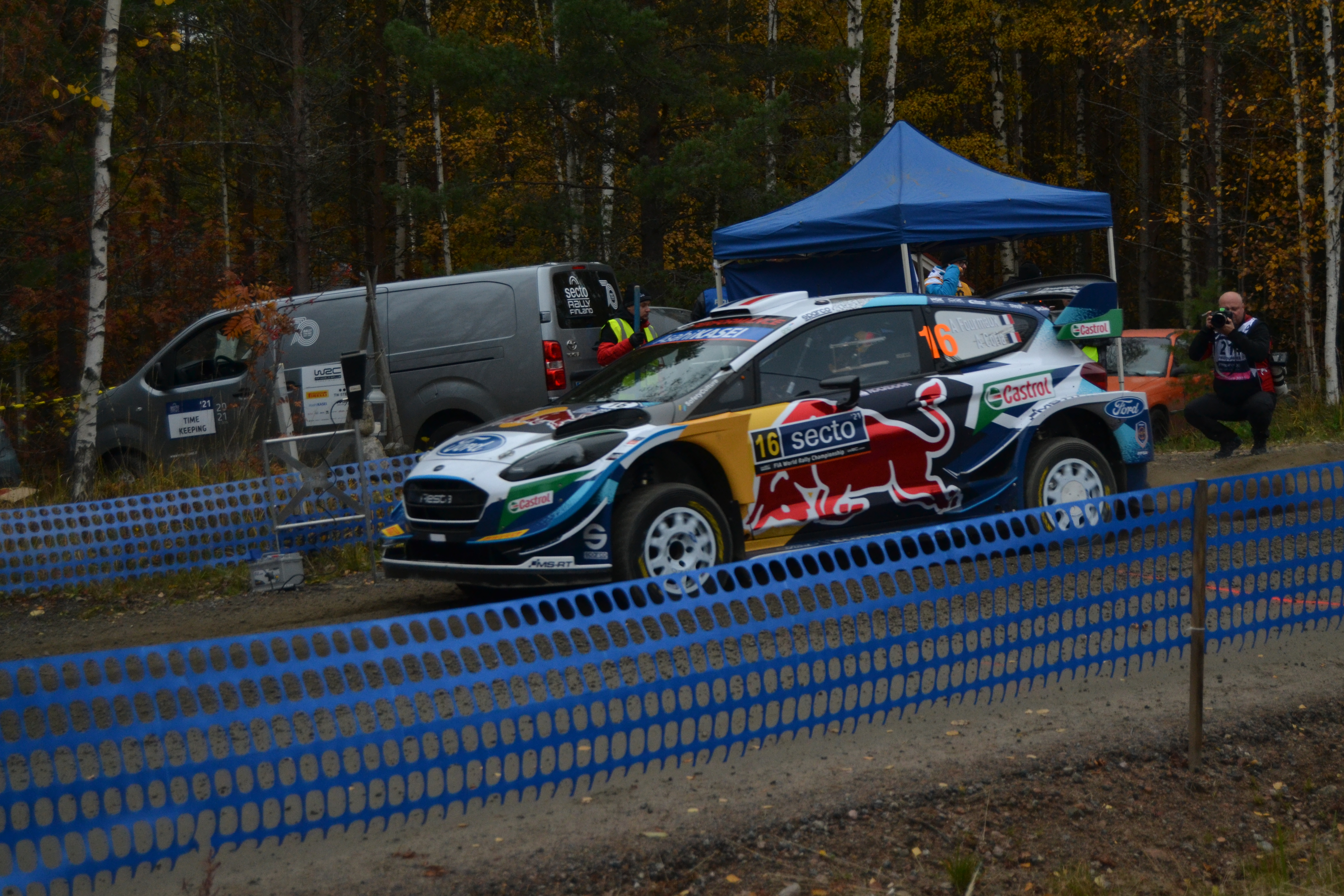
Ford Fiesta WRC d'Adrien Fourmaux au rallye de Finlande 2021

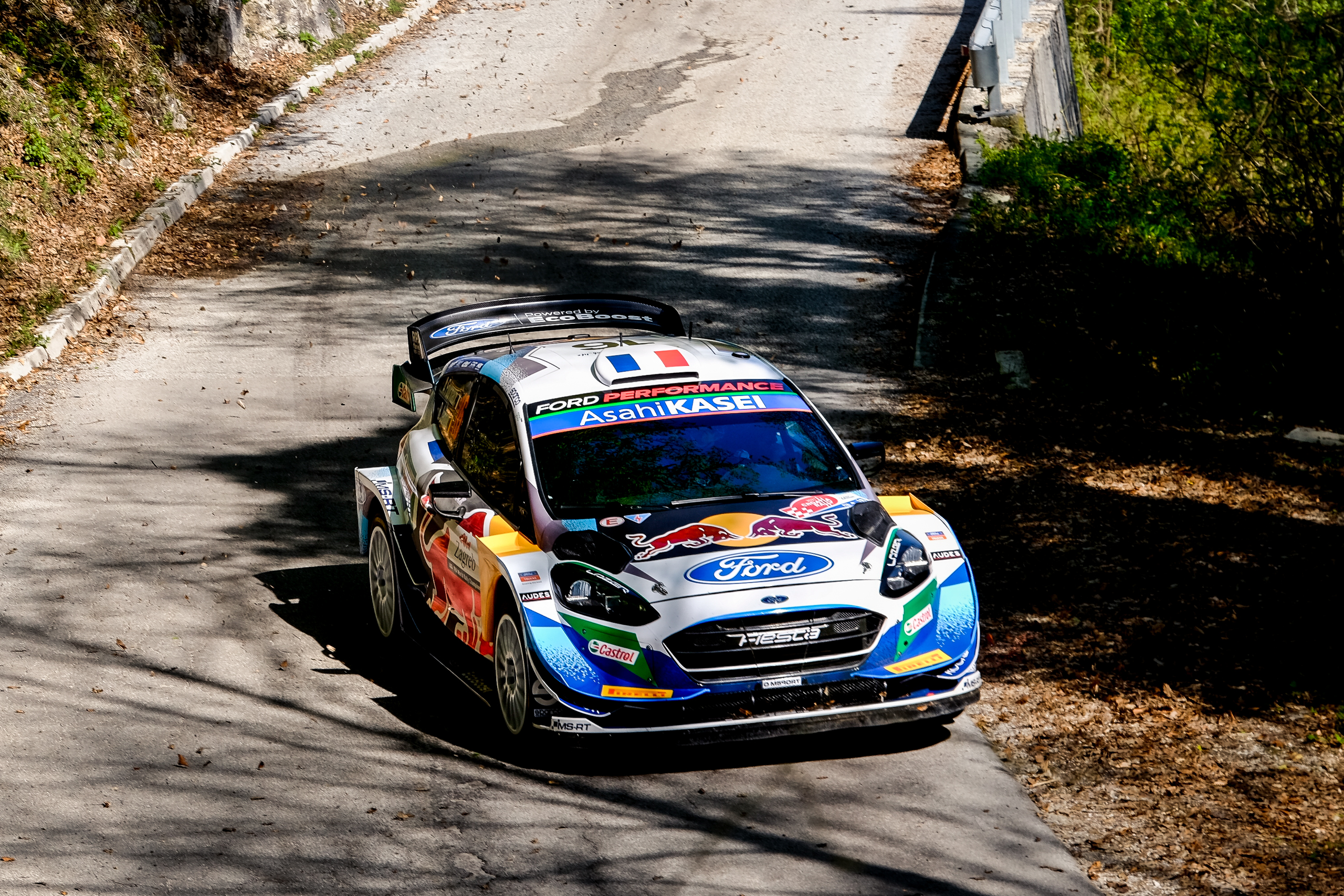
Ford Fiesta WRC d'Adrien Fourmaux au rallye de Croatie 2021

En 2021, Fourmaux est aligné en alternance entre WRC2 et WRC. Excepté au Rallye Monte-Carlo, il arbore dorénavant les couleurs Red Bull Motorsport.
L'année débute par le Monte-Carlo qu'il termine 2e avec de nouveaux meilleurs temps réalisés. Coincé par un mur de neige au rallye Artic Finland, il est propulsé pour le rallye de Croatie dans la catégorie WRC, dans lequel il se classe cinquième. Il termine dans la foulée sixième au Portugal, toujours à la recherche d'un premier temps scratch malgré plusieurs secondes places.
Après une participation ponctuelle en Sardaigne en WRC2, Fourmaux est de retour en WRC à l'occasion du Safari Kenya où il obtient son premier temps scratch et une 5e place finale.
Finissant 4e en WRC2 en Estonie, Fourmaux et son copilote sont victimes d'un accident spectaculaire au Rallye de Belgique. 
Le duo Fourmaux-Jamoul s'arrêtera après le rallye de Grèce, terminé à la 7e place, puisqu'en septembre 2021, c'est Alexandre Coria qui remplace Jamoul en vue du rallye de Finlande. Son nouveau copilote fait ainsi ses débuts en WRC.
La fin de saison est marquée par une nouvelle 7e place en Catalogne et quelques performances au Rallye de Monza.

#### 2022, nouveau règlement
En 2022, Adrien Fourmaux est promu de manière permanente dans l'équipe première en compagnie de Craig Breen, Gus Greensmith, Sebastien Loeb, Pierre-Louis Loubet ou encore Jourdan Serderidis. Le changement de réglementation et le passage à l'ère hybride pousse M-Sport à changer de monture et opter pour la Ford Puma Hybrid Rally 1.
La saison débute par le Rallye Monte-Carlo. Alors 4e provisoire, il sort de la route. Septième en Suède, c'est un problème moteur qui le contraint cette fois-ci à l'abandon. La série difficile se poursuit en Croatie. Sous la pluie, la Puma Hybrid Rally1 percute un tracteur dans un jardin et le passage en « super rallye » n'est pas possible.
Le Rallye du Portugal est le premier rallye que Fourmaux termine cette saison, malgré trois crevaisons. Provisoirement cinquième en Sardaigne, une erreur de concentration le pousse à l'abandon.
Auteur de son premier scratch l'année précédente au Kenya, Adrien Fourmaux réitère sa performance en 2022, mais il subit deux problèmes mécaniques lors de deux journées consécutives.
En Estonie pour le rallye suivant, la dernière spéciale est retardée de plus de 20 minutes. Il subit un orage sur son passage et est contraint à une gestion prudente, lui faisant perdre une place au classement général. Lors du Rallye de Finlande, il subit un nouveau problème mécanique.
De retour à Ypres dans le rallye le plus proche de chez lui, il connait des vomissements. Il sort de la route dans l'avant-dernier chrono.
La saison 2022 se conclut par une 8e place en Catalogne, Fournaux terminant premier pilote de son écurie.

#### 2023, descente en WRC2
Après les résultats en dents de scie de 2022, M-sport décide d'un commun accord avec Adrien Fournaux de faire redescendre le français dans la catégorie inférieure WRC2. En parallèle, il est inscrit au championnat national de Grande Bretagne, le BRC.
Sa saison débute par le Jänner Rallye en Autriche avec le ZM Racing Team. Pour son retour dans la Ford Fiesta Rally2, il remporte ce rallye face aux pilotes locaux.
Le Rallye Monte-Carlo est la première manche parmi les sept sélectionnées par Fournaux pour marquer des points dans le championnat WRC2. Il finit 5e du rallye.
En début de saison il obtient une 7e place au Mexique, une 4e place en Croatie puis une 10e place au Portugal. Pour son rallye de mi-saison, Fourmaux commet une sortie de route qui le contraint à abandonner, dû aux conditions extrêmes de la dernière spéciale en Sardaigne.
Pour la fin de son calendrier, il finit 2e au rallye de Finlande et 4e en Grèce.
En fin de saison, Adrien Fournaux fait son meilleur résultat au rallye d'Europe centrale, nouvelle manche du WRC, à la fin de laquelle il décroche la victoire scratch de la catégorie Rally2. Cependant, il ne marque pas de points pour le championnat car il n'avait pas mentionné cette manche à son calendrier WRC2. Adrien Fourmaux repart donc avec la 8e position au championnat WRC2.
Entre les manches internationales, il effectue un championnat des rallyes de Grande Bretagne réussi. Il remporte le titre en gagnant cinq des sept manches, toutes celles auxquelles il a participé.
Pour le récompenser de ses bons résultats, M-Sport lui redonne le volant de la Ford Puma Hybrid Rally1 au départ du rallye du Japon qui se finit par une sortie de route à la suite d'un aquaplanage, ayant eu raison également du pilote Hyundai WRT, Dani Sordo.

#### 2024, retour en WRC1
Adrien Fourmaux est de nouveau retenu par le team M-Sport pour la saison 2024. De retour à temps plein dans la catégorie reine WRC1, le Seclinois est aligné aux côtés de Grégoire Munster. Le team ne lui fixe pas d'objectif de résultat particulier.
Après un début au Rallye Monte-Carlo 2024 terminé en 5e position, il réalise de bonnes performances. Il arrive en Suède avec auparavant une seule participation en Rally1 WRC, en 2022. Au cours des spéciales, il évite de justesse Ott Tanak, alors en panne, et réalise son premier temps scratch de la saison. Au terme du rallye, Adrien Fourmaux obtient son premier podium en catégorie reine.
La saison se poursuit avec la manche du Kenya. Il obtient un nouveau podium malgré une crevaison, et conforte sa 3e place au championnat du monde provisoire.

## Palmarès
- 2016
  - Lauréat Rallye Jeunes FFSA
- 2018
  - Champion de France des rallyes junior
  - Espoir Échappement
- 2020
  - Victoire au Rallye des îles Canaries en Championnat d'Europe des rallyes
  - 3e du championnat du monde WRC-2
- 2023
  - Champion de Grande-Bretagne des rallyes (5 victoires)
  - Victoire au Rallye Jänner
- 2024
  - Victoire au Rallye National Hivernal du Dévoluy[40]

## Résultats en championnat du monde des rallyes
| Saison     | Rallye | Rallye | Rallye | Rallye | Rallye | Rallye | Rallye | Rallye | Rallye | Rallye | Rallye | Rallye | Rallye | Rallye | Pts | Clas        |
| ---------- | ------ | ------ | ------ | ------ | ------ | ------ | ------ | ------ | ------ | ------ | ------ | ------ | ------ | ------ | --- | ----------- |
| 2019       | MON    | SWE    | MEX    | FRA    | ARG    | CHI    | POR    | ITA    | FIN    | GER    | TUR    | GBR    | ESP    | N/A    | 1   | 28e         |
| 2019       | 10e    | 45e    | -      | 30e    | -      | -      | 13e    | 36e    | 23e    | 23e    | -      | 15e    | 32e    | N/A    | 1   | 28e         |
| WRC-2 2019 | 2e     | -      | -      | 9e     | -      | -      | -      | -      | -      | 8e     | -      | 3e     | 13e    | N/A    | 39  | 13e (WRC-2) |
|            |        |        |        |        |        |        |        |        |        |        |        |        |        |        |     |             |
| 2020       | MON    | SWE    | MEX    | EST    | TUR    | ITA    | MNZ    | N/A    | N/A    | N/A    | N/A    | N/A    | N/A    | N/A    | 2   | 19e         |
| 2020       | 15e    | 18e    | -      | 13e    | 9e     | Ab.    | 49e    | N/A    | N/A    | N/A    | N/A    | N/A    | N/A    | N/A    | 2   | 19e         |
| WRC-2 2020 | 2e     | 4e     | -      | 2e     | 2e     | Ab.    | 4e     | N/A    | N/A    | N/A    | N/A    | N/A    | N/A    | N/A    | 78  | 3e (WRC-2)  |
|            |        |        |        |        |        |        |        |        |        |        |        |        |        |        |     |             |
| 2021       | MON    | FIN    | CRO    | POR    | ITA    | KEN    | EST    | BEL    | GRE    | FIN    | ESP    | MNZ    | N/A    | N/A    | 42  | 10e         |
| 2021       | 9e     | 48e    | 5e     | 6e     | 30e    | 5e     | 12e    | Ab.    | 7e     | 7e     | 16e    | 55e    | N/A    | N/A    | 42  | 10e         |
| WRC-2 2021 | 2e     | 9e     | -      | -      | 6e     | -      | 4e     | -      | -      | -      | -      | -      | N/A    | N/A    | 48  | 10e (WRC-2) |
|            |        |        |        |        |        |        |        |        |        |        |        |        |        |        |     |             |
| 2022       | MON    | SWE    | CRO    | POR    | ITA    | KEN    | EST    | FIN    | BEL    | GRE    | NZ     | ESP    | JAP    | N/A    | 13  | 16e         |
| 2022       | Ab.    | Ab.    | Ab.    | 9e     | Ab.    | 15e    | 7e     | 18e    | Ab.    | Forf.  | Forf.  | 8e     | Forf.  | N/A    | 13  | 16e         |
|            |        |        |        |        |        |        |        |        |        |        |        |        |        |        |     |             |
| 2023       | MON    | SWE    | MEX    | CRO    | POR    | ITA    | KEN    | EST    | FIN    | GRE    | CHI    | UE     | JPN    | N/A    | 8   | 20e         |
| 2023       | 13e    | -      | 16e    | 12e    | 15e    | Ab.    | -      | -      | 8e     | 11e    | -      | 8e     | Ab.    | N/A    | 8   | 20e         |
| WRC-2 2023 | 5e     | -      | 7e     | 4e     | 10e    | Ab.    | -      | -      | 2e     | 4e     | -      | Nc.    | -      | N/A    | 67  | 8e (WRC-2)  |
|            |        |        |        |        |        |        |        |        |        |        |        |        |        |        |     |             |
| 2024       | MON    | SWE    | KEN    | CRO    | POR    | ITA    | POL    | LET    | FIN    | GRE    | CHI    | UE     | JPN    | N/A    | 162 | 5e          |
| 2024       | 5e     | 3e     | 3e     | 17e    | 4e     | 15e    | 3e     | 4e     | 3e     | 21e    | 5e     | 32e    | 3e     | N/A    | 162 | 5e          |
|            |        |        |        |        |        |        |        |        |        |        |        |        |        |        |     |             |
| 2025*      | MON    | SWE    | KEN    | CAN    | POR    | ITA    | GRE    | EST    | FIN    | PAR    | CHI    | UE     | JAP    | ARA    | 44* | 7e*         |
| 2025*      | 3e     | 40e    | 16e    | 5e     | Ab.    |        |        |        |        |        |        |        |        |        | 44* | 7e*         |

*Saison en cours

## Résultats enchampionnat d'Europe des rallyes
| Saison | Rallye   | Rallye | Rallye   | Rallye   | Rallye | Rallye | Rallye | Rallye | Rallye | Rallye | Points | Classement final |
| ------ | -------- | ------ | -------- | -------- | ------ | ------ | ------ | ------ | ------ | ------ | ------ | ---------------- |
| 2020   | ITA (it) | LAT    | PRT (pl) | HUN (en) | ESP    | N/A    | N/A    | N/A    | N/A    | N/A    | 37     | 10e              |
| 2020   | Ab.      | —      | —        | —        | 1er    | N/A    | N/A    | N/A    | N/A    | N/A    | 37     | 10e              |